# Siphanthera cordifolia
Siphanthera cordifolia är en tvåhjärtbladig växtart som först beskrevs av George Bentham, och fick sitt nu gällande namn av Henry Allan Gleason. Siphanthera cordifolia ingår i släktet Siphanthera och familjen Melastomataceae. Inga underarter finns listade i Catalogue of Life.